# Імно (Каменський повіт)
Імно (пол. Imno, нім. Immenhof) — село в Польщі, у гміні Ґольчево Каменського повіту Західнопоморського воєводства.
Населення — 5 осіб (2011).
У 1975-1998 роках село належало до Щецинського воєводства.

## Демографія
Демографічна структура станом на 31 березня 2011 року:
|          | Загалом | Допрацездатний вік | Працездатний вік | Постпрацездатний вік |
| -------- | ------- | ------------------ | ---------------- | -------------------- |
| Чоловіки | 3       | 1                  | 2                | 0                    |
| Жінки    | 2       | 0                  | 2                | 0                    |
| Разом    | 5       | 1                  | 4                | 0                    |